# Ричков Олександр Миколайович
Олександр Миколайович Ричков (рос. Александр Николаевич Рычков; нар. 29 вересня 1974, Усольє-Сибірське, Іркутська область, РРФСР) — радянський та російський футболіст, опорний півзахисник.

## Клубна кар'єра
У 9-річному віці записався до дитячої команди клубу «Хімік» з міста Усольє-Сибірське, перший тренер — Геннадій Миколайович Барабаш, а вже у 15 грав за дорослу команду. У 16-річному віці отримав запрошення від іркутської «Зірки», яка виступала у Другій лізі першості СРСР, але так і не зіграв за дорослу команду жодного разу.

### «Локомотив» (Москва)
До московського «Локомотиву» потрапив на запрошення одного з тренерів, Валерія Філатова, оскільки головний тренер Юрій Сьомін перебував у той час у Новій Зеландії. Після проведеної в 1991 році контрольної гри юнацька збірна СРСР проти залізничників, який тренував тоді «Локомотив» Філатов одразу ж запросив його до московського клубу. Першим голом у Вищій лізі відзначився 3 квітня 1992 року на 4-й хвилині матчу другого туру.
Один із 16 гравців, яким вдалося відзначитися голом у вищій лізі до 18 років, став автором першого голу у віці 17 років 186 днів.

### «Стандард» (Льєж)
У 1992 році на турнірі юнацьких команд, який проходив в Угорщині, росіяни зустрічалися з бельгійцями. На цьому турнірі Ричков пошкодив меніск. Після чого повернувся до Москви й одразу ж до ЦІТО, на операційний стіл. Після операції йому повідомили, що його на перегляд запрошує бельгійський «Стандард». Ще місяць відновлювався у «Локомотиві», а потім разом із одним із тренерів команди Володимиром Ештрековим вирушив у Льєж. Але тренер «Стандарда» голландець Арі Ган подивився на його припухле коліно і був проти підписання контракту з Ричковим, проте президент клубу Роже Ароте зумів умовити тренера. Після повторної операції Олександр відіграв 9 матчів у дублюючій команді «Локомотива», яка виступала у другій лізі, набираючи кондиції, перебрався до Бельгії. Однак до основного складу наймолодший футболіст у команді одразу не потрапив, у чемпіонаті Бельгії діяв ліміт на легіонерів, за яким на полі одночасно в одній команді не могли перебувати понад три легіонери. А в ті роки йому довелося конкурувати за місце у стартовому складі з Мірчею Редником з Румунії, Відмаром, і Гі Еллерсом зі збірної Люксембургу, який грає в півзахисті.

### «Ланс»
У міжсезоння 1996 року перебрався до французького «Лансу». У «Лансі» без бонусів (преміальних) отримував по 20 000 доларів на місяць. Однак у листопаді 1996 року після матчу зі «Страсбура» у його допінг-пробі знайшли сліди вживання марихуани. Футболіст пояснив наявність каннабіоїдів в аналізах жартома, за словами самого Ричкова, марихуану йому підсипала в торт подруга. В результаті гравця дискваліфікували на два місяці та відрахували з команди.

### «Кельн»
Після нетривалого перебування в «Локо» перейшов до німецького «Кельна», де в Бундеслізі провів 12 матчів, відзначився голом та віддав 3 гольові паси. Ще одну гру він провів на Кубок Німеччини. У «Кельні» він отримував стільки ж, скільки і в «Лансі», проте гравцем основного складу не став і змушений був шукати новий клуб. Трансфер Ричкова включено до списку 50 найгірших за всю історію Бундесліги під номером 37.

### «Базель» та «Делемон»
У міжсезоння 1998 року перебрався у швейцарський «Базель» під керівництвом Гі Матеза. У футболці городян дебютував 18 липня 1998 року в нічийному (0:0) поєдинку національного чемпіонату проти «Сьйона» на стадіоні Санкт-Якоб. Своїм першим голом за клуб відзначився 25 липня, відкрив рахунок у переможному (2:1) поєдинку проти «Цюриха». У чемпіонаті країни 1998/99 провів 24 матчі, відзначився 6-ма голами. Новий сезон 1999/2000 років розпочав також у «Базелі», проте вже у серпні був відданий в оренду до клубу вищого дивізіону «Делемон».
У новій команді отримав можливість виходити в основному складі, проте при цьому на полі виявляв агресивність та нестриманість. У підсумку, за 7 матчів у складі «Делемона» він отримав дві жовті картки, а у грі проти «Івердона» був видалений з поля на 17-й хвилині за грубість у відповідь проти гравця суперника.
У січні 2000 роу повинен був з'явитися до тренувального табору «Базеля», проте не повернувся з відпустки, пояснивши це сімейними проблемами. Після цього керівництвом команди було ухвалено рішення про дострокове розірвання контракту. За час перебування в «Базелі» провів за клуб 36 матчів, у яких відзначився 7-ма голами. 25 — у Національній лізі А, а 11 — товариськими. Відзначився 5-ма голами в національній лізі, а інші два — у товариських матчах.
У липні 2000 року знову був прийнятий до клубу «Делемон», з яким почав готуватися до нового сезону. Проте вже у матчі 2-го кола проти «Вінтертура» побився з помічником арбітра та був дискваліфікований на 3 місяці. Керівництво клубу після цього інциденту попрощалося з гравцем.

### «Падерборн»
У сезоні 2000/01 перейшов до німецького «Падерборна», який виступав у напіваматорській лізі (Регіоналліга «Північ») і заробив вилучення в першому ж матчі, через що пропустив матч проти мюнхенської «Баварії».

### «Беллінцона»
Після кар'єри у Німеччині з'явилася інформація, що Ричкова з дружиною вже декілька місяців безуспішно розшукують їхні родичі. У грудні 2001 року з'явився у «Беллінцоні», з якою підписав 6-місячний контракт. 6 березня 2002 року провів першу гру за новий клуб проти «Івердона» (2:3) і став автором забитого м'яча. Однак повноцінно заграти у команді Ричкову не вдалося — незабаром отримав травму та вибув до завершення сезону, після якого з ним не продовжили контракт.

## Кар'єра в збірній
У 16 років помічений Юрієм Смирновим, який комплектував юнацьку збірну Росії. З того часу став основним гравцем збірної. Грав у складі олімпійської збірної, де дебютував 15 листопада 1994 року у виїзному матчі проти шотландців. 15 серпня 1995 року після виїзного матчу проти фінів Ричков напав на суддю, апеляція якого призвела до того, що гравця на 3 роки усунули від міжнародних зустрічей.

## Після завершення кар'єри
Після закінчення футбольної кар'єри повернувся до рідного міста Усольє-Сибірське, де грав за команду «Барс» у зимовому чемпіонаті міста з футзалу, а паралельно допомагав команді СТОВ «Білореченське» — «Білоріччя» з хокею з шайбою, з якою 2006 року завоював звання чемпіонів області. Він також грав за ветеранів ангарської команди «Торпедо», яка бере участь у чемпіонаті міста на призи Золота шайба. Восени 2007 року, будучи гравцем «Хіміка» (Усольє-Сибірське), отримав дискваліфікацію на рік за грубе ставлення до судді, однак у липні наступного року федерація футболу скасувала своє рішення. Усього за олімпійську збірну провів 5 матчів, відзначився одним м'ячем.

## Досягнення
«Стандард» (Льєж)
- Ліга Жупіле
  -  Срібний призер (2): 1993, 1995

- Кубок Бельгії
  -  Володар (1): 1993